# Blåkindad amazon
Blåkindad amazon (Amazona dufresniana) är en fågel i familjen västpapegojor inom ordningen papegojfåglar.

## Utbredning
Den förekommer från sydöstra Venezuela (Gran Sabana) till Guyanaregionen. Möjligen förekommer arten även i näraliggande Brasilien men säkra uppgifter saknas.

## Status
IUCN kategoriserar arten som nära hotad.

## Namn
Fågelns vetenskapliga artnamn hedrar Louis Dufresne (1752-1832), fransk taxidermist, malakolog och samlare av specimen.

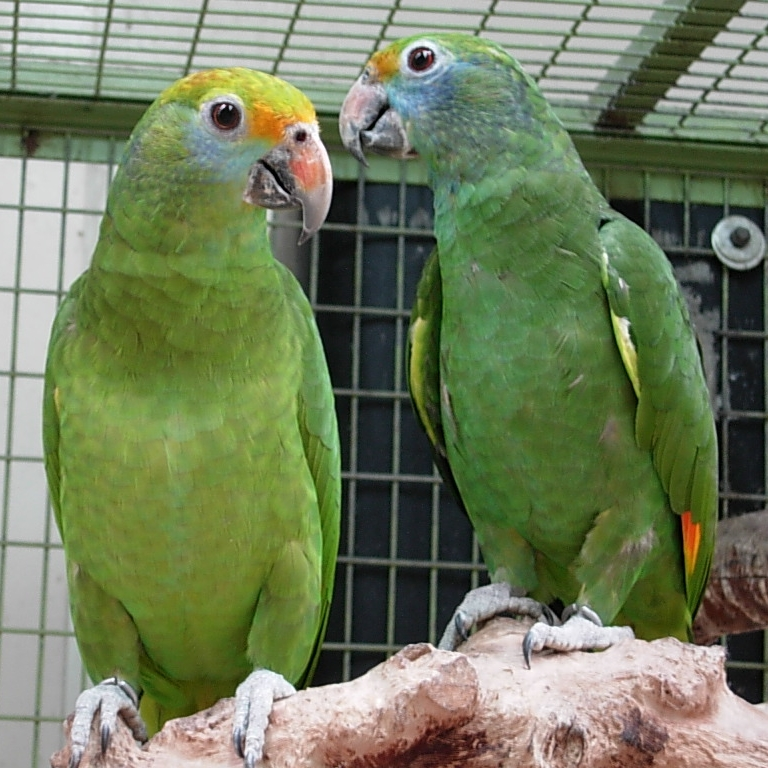